# Nakajima Ki-27
Nakajima Ki-27 (zavezniško kodno ime Nate) je bilo japonsko lovsko letalo druge svetovne vojne. V kopenski vojski je imelo letalo naziv lovec Tip 97 (九七式戦闘機).

## Začetek proizvodnje
Leta 1935 je japonska cesarska armada razpisala natečaj za novo enokrilno lovsko letalo, ki bi nadomestilo zastarelega dvokrilnika Kawasaki Ki-10 (lovec Tip 95). Na razpis so se prijavila podjetja Nakajima, Mitsubishi in Kawasaki z letali Nakajima Ki-27, Mitsubishi Ki-33 ter Kawasaki Ki-28. 
Nakajima je za svoj dizajn uporabilo že obstoječe letalo Nakajima Ki-11, ki so ga opremili z zračno hlajenim radialnim motorjem ter fiksnim (neuvlačljivim) podvozjem. Ki-27 je prvič poletel 15. oktobra 1936, v serijsko proizvodnjo pa je prišel naslednje leto.
Poleg Nakajime so Ki-27 izdelovali tudi v podjetjih Tachikawa Hikoki in Manshu. Skupaj je bilo zgrajenih 3.368 letal vseh različic.

## Uspehi letala
Ki-27 je bilo glavno japonsko lovsko letalo do izbruha druge svetovne vojne. Prvo bojno uporabo je doživelo leta 1939 med bitko za Khalkhin Gol v Mongoliji, kjer so se ta letala spopadla s sovjetskimi lovci Polikarpov I-15 in I-16. 
Japonski lovci so zaradi svoje izjemne okretnosti povsem zasenčili sovjetske in med spopadi na tem območju sestrelili kar 1.252 sovražnih letal. 
Ta letala so sodelovala tudi kot zaščitnica pri japonskem napadu na Singapur, nato pa so jih začeli počasi nadomeščati novejši lovci Nakajima Ki-43 Hayabusa. Ki-27 pa je ostal v uporabi kot šolsko vojaško letalo za šolanje pilotov, proti koncu vojne pa so s predelanimi letali te vrste (v nos letala so namestili 500 kg eksploziva) opremili tudi enote kamikaz.
Ki-27 je bilo sicer izjemno okretno letalo, ki pa je imelo mnogo pomankljivosti. Bilo je preslabo oboroženo in oklepljeno, ni imelo samozalepljivih rezervoarjev za gorivo, njegov a konstrukcija pa mu tudi ni omogočala hitrega strmoglavljanja, saj je letalo lahko zaradi tresljajev, ki nastanejo ob visokih hitrostih, celo razpadlo.

## Različice
- Ki-27a - prva produkcijska različica 565 kom.
- Ki-27b - izboljšana pilotska kabina ter hladilni sistem, podkrilni nosilci za 4 25 kg bombe ali dodatne rezervoarje 1492 kom.
- Ki-27 Kai - izdelana dva prototipa, ki so jima z zmanjšanjem skupne teže povečali hitrost na 475 km/h
- Ki-27a-Kai 150 kom.
- Ki-27b-Kai 225 kom.
- Ki-27-Kai 240 kom.
- Ki-79 1329 kom.

## Uporabniki
- Japonska
- Mandžukuo
- Tajska